# JID
Destin Choice Route (Atlanta, 31 de outubro de 1990), mais conhecido como JID ou J.I.D, é um rapper  e compositor estadunidense. Em evidência desde meados da década de 2010, JID faz parte do coletivo musical Spillage Village, fundado por EarthGang em 2010, com Hollywood JB, JordxnBryant e 6lack, entre outros. Paralelamente, o rapper integra o elenco principal da gravadora Dreamville Records, onde começou a obter  reconhecimento após o lançamento de vários projectos independentes como Route of Evil (2012) e Para Tu (2013).
JID começou a ganhar reconhecimento após lançar vários projetos independentes como Route of Evil (2012), Para Tu (2013) e DiCaprio (2015). Seu primeiro álbum de estúdio, The Never Story, foi lançado em 2017 e incluiu o single "Never".
Lançou seu segundo álbum, DiCaprio 2, em 26 de novembro de 2018 com comentários positivos e elogios da crítica.

## Biografia
Destin Route nasceu em 31 de outubro de 1990 em Atlanta, Geórgia. O mais jovem de sete irmãos,  adotou o nome artístico JID baseado no apelido de sua avó, por seu comportamento "nervoso", "jittery" em inglês. Route cresceu escutando a Sly & The Family Stone e Earth, Wind & Fire antes de se mudar para a cena hip hop de Nova York dos anos 90, onde passou a ouvir rappers como Jay-Z, Nas e Mobb Deep. Ele frequentou a Stephenson High School, onde jogou futebol como zagueiro. A Universidade Hampton ofereceu-lhe uma bolsa de futebol. Com o tempo, JID mudou-se com Doctur Dot e Johnny Vénus do EarthGang  a quem conheceu no tempo que esteve em Virginia.